# Kondajji, Harihar
Kondajji là một làng thuộc tehsil Harihar, huyện Davanagere, bang Karnataka, Ấn Độ.